# اس‌اس سلدک
اس‌اس سلدک (به انگلیسی: SS Sołdek) یک کشتی بود که طول آن ۸۷ متر (۲۸۵ فوت ۵ اینچ) بود. این کشتی در سال ۱۹۴۸ ساخته شد.